# Can Bassons
Can Bassons és un edifici d'obra popular situat a Cervelló, al Baix Llobregat. És una de les masies més antigues del municipi, datada entre el segle xiv i el segle xv. Situada als afores del nucli urbà, va ser clau en la formació del terme. Originalment, va ser una masia dedicada a l'activitat agropecuària, però amb el pas del temps ha estat reconvertida en habitatge, amb quatre unitats residencials.
L'edifici principal té dos nivells amb murs de càrrega de carreus i paredats. Ha estat reformat per preservar-ne l'estructura, amb reforços metàl·lics i forjats de formigó. La coberta és inclinada amb teules àrabs. Es conserven elements de l'antic celler, en desús. L'estat de conservació és bo, tot i l'impacte paisatgístic del viaducte de la B-24.